# We Say Yeah
Singles de Cliff Richard & The Shadows
When the Girl in Your Arms Is the Girl in Your Heart
(1961) I'm Looking Out the Window" / "Do You Want to Dance
(1962)
Singles de Johnny Hallyday
Tes tendres années
(1963) Da dou ron ron
(1963)
We Say Yeah est une chanson initialement interprétée par Cliff Richard & The Shadows. Elle a été publiée en 1962 sur la face B de leur single The Young Ones (qui a atteint la première place au Royaume-Uni).